# Dánská ženská házenkářská reprezentace
Dánská házenkářská reprezentace žen reprezentuje Dánsko na mezinárodních házenkářských akcích, jako je mistrovství světa nebo mistrovství Evropy.

## Mistrovství světa
| Rok/pořádající země             | Účast                                 |
| ------------------------------- | ------------------------------------- |
| MS 1957 Jugoslávie              | 5. místo                              |
| MS 1962 Rumunsko                | Stříbrná medaile                      |
| MS 1965 Německo                 | 5. místo                              |
| MS 1968 SSSR                    | Zrušeno kvůli sovětské invazi do ČSSR |
| MS 1971 Nizozemsko              | 6. místo                              |
| MS 1973 Jugoslávie              | 7. místo                              |
| MS 1975 SSSR                    | 9. místo                              |
| MS 1978 ČSSR                    | Ne                                    |
| MS 1982 Maďarsko                | Ne                                    |
| MS 1986 Nizozemsko              | Ne                                    |
| MS 1990 Korea                   | 10. místo                             |
| MS 1993 Norsko                  | Stříbrná medaile                      |
| MS 1995 Rakousko, Maďarsko      | Bronzová medaile                      |
| MS 1997 Německo                 | Zlatá medaile                         |
| MS 1999 Norsko, Dánsko          | 6. místo                              |
| MS 2001 Itálie                  | 4. místo                              |
| MS 2003 Chorvatsko              | 13. místo                             |
| MS 2005 Rusko                   | 4. místo                              |
| MS 2007 Francie                 | Ne                                    |
| MS 2009 Čína                    | 5. místo                              |
| MS 2011 Brazílie                | 4. místo                              |
| MS 2013 Srbsko                  | Bronzová medaile                      |
| MS 2015 Dánsko                  | 6. místo                              |
| MS 2017 Německo                 | 6. místo                              |
| MS 2019 Japonsko                | 9. místo                              |
| MS 2021 Španělsko               | Bronzová medaile                      |
| MS 2023 Dánsko, Norsko, Švédsko | Bronzová medaile                      |
| Celkem                          | Účast – 21× · – 1× · – 2× · – 4×      |

## Mistrovství Evropy
| Rok/pořádající země                              | Účast                            |
| ------------------------------------------------ | -------------------------------- |
| ME 1994 Německo                                  | Zlatá medaile                    |
| ME 1996 Dánsko                                   | Zlatá medaile                    |
| ME 1998 Nizozemsko                               | Stříbrná medaile                 |
| ME 2000 Rumunsko                                 | 10. místo                        |
| ME 2002 Dánsko                                   | Zlatá medaile                    |
| ME 2004 Maďarsko                                 | Stříbrná medaile                 |
| ME 2006 Švédsko                                  | 11. místo                        |
| ME 2008 Makedonie                                | 11. místo                        |
| ME 2010 Dánsko, Norsko                           | 4. místo                         |
| ME 2012 Srbsko                                   | 5. místo                         |
| ME 2014 Chorvatsko, Maďarsko                     | 8. místo                         |
| ME 2016 Švédsko                                  | 4. místo                         |
| ME 2018 Francie                                  | 8. místo                         |
| ME 2020 Dánsko                                   | 4. místo                         |
| ME 2022 Černá Hora, Severní Makedonie, Slovinsko | Stříbrná medaile                 |
| Celkem                                           | Účast – 15× · – 3× · – 3× · – 0× |

## Olympijské hry
| Rok/pořádající země     | Účast                           |
| ----------------------- | ------------------------------- |
| LOH 1976 Montreal       | Ne                              |
| LOH 1980 Moskva         | Ne                              |
| LOH 1984 Los Angeles    | Ne                              |
| LOH 1988 Soul           | Ne                              |
| LOH 1992 Barcelona      | Ne                              |
| LOH 1996 Atlanta        | Zlatá medaile                   |
| LOH 2000 Sydney         | Zlatá medaile                   |
| LOH 2004 Athény         | Zlatá medaile                   |
| LOH 2008 Peking         | Ne                              |
| LOH 2012 Londýn         | 9. místo                        |
| LOH 2016 Rio de Janeiro | Ne                              |
| LOH 2020 Tokio          | Ne                              |
| Celkem                  | Účast – 4× · – 3× · – 0× · – 0× |